# GOLDEN☆BEST 太田裕美
『GOLDEN☆BEST 太田裕美』（ゴールデン☆ベスト おおたひろみ）は、太田裕美のベスト・アルバム。2011年6月29日にソニー・ミュージックダイレクト（LABEL : GT music）から、規格品番：MHCL-1917で発売された。

## 概要
太田裕美によるベスト・アルバムの発売は、9年ぶりとなる。
１～18曲まではシングル・セレクション。松本隆作詞、筒美京平作曲のゴールデン・コンビの作品が光ります。M-19、M-20は今も人気のあるNHK「みんなのうた」より。
ジャケットと別バージョンの写真満載のオールカラー・ブックレットが付く。

## 収録曲
1. 雨だれ
2. たんぽぽ
3. 夕焼け
4. 木綿のハンカチーフ
5. 赤いハイヒール
6. 最後の一葉
7. しあわせ未満
8. 恋愛遊戯
9. 九月の雨
10. 失恋魔術師
11. ドール
12. 振り向けばイエスタディ
13. 青空の翳り
14. 南風
15. さらばシベリア鉄道
16. 君と歩いた青春
17. 満月の夜 君んちへ行ったよ
18. 雨の音が聞こえる
19. 僕は君の涙
20. パパとあなたの影ぼうし